# Biblioteca Nacional da Chéquia
A Biblioteca Nacional da República Checa/Tcheca (em tcheco: Národní knihovna České republiky) é uma biblioteca localizada na cidade de Praga, capital da Chéquia.
Administrada pelo Ministério da Cultura, a biblioteca foi criada em 6 de fevereiro de 1777 por ordem de Maria Teresa da Áustria, e atualmente, ocupa um dos prédios do complexo histórico de Clementinum.
Possui o maior acervo do país, mantendo em seu poder mais de 6 milhões de livros/documentos e importantes manuscritos medievais, como o Codex Vyssegradensis e o Passional of Abbess Kunigunde, além de 4.200 incunábulo impressos antes do final do século XVI.